# NKPz
Neue Kampfpanzer (NKPz) – szwajcarski prototyp czołgu podstawowego. Czołg nieprodukowany seryjnie.

## Historia
Pod koniec lat 70. w Szwajcarii rozpoczęto prace nad następcą eksploatowanych czołgów Pz. 68. Według planów czołg miał być zbudowany w nietypowym dla czołgów układzie z silnikiem umieszczonym z przodu. Kadłub i wieża miały być spawane z płyt pancernych. Załoga miała być trójosobowa, ładowniczego miał zastąpić automat ładowania.
Uzbrojeniem głównym miała być dostosowana do współpracy z automatem ładującym niemiecka armata Rh120/L44. Amunicja do armaty (44 naboje) miała znajdować się częściowo w wieży, a w większości w magazynie z tyłu kadłuba. Planowano wyposażenie czołgu w nowoczesne przyrządy obserwacyjno-celownicze z termowizorem i system kierowania ogniem produkcji zakładów Contraves A.G.. Dzięki zastosowaniu automatu ładującego i nowoczesnej elektronice zamierzano skrócić czas pomiędzy wykryciem celu a strzałem skrócić do 6 s. Kolejny strzał mógł być oddany po 3–5 s. Maksymalna szybkostrzelność armaty miała sięgać 19 strz./min (dla armat ładowanych ręcznie 9 strz./min). Uzbrojeniem dodatkowym były dwa karabiny maszynowe Mg. 51 (sprzężony i przeciwlotniczy).
Silnik do czołgu projektowała firma Saurer. Miał on powstać przez powiększenie już produkowanego silnika 8 cylindrowego (planowano dodanie 4 cylindrów) i osiągać moc 1000 kW. Moc z silnika miała być przenoszona przez hydrokinetyczny układ firmy SLM (4 biegi do przodu, 4 biegi do tyłu). Podczas prowadzenia ognia z postoju elektronika miała być zasilana przez generator prądotwórczy napędzany dodatkowym silnikiem spalinowym (zaadaptowanym z samochodu Volkswagen Golf). Zawieszenie czołgu miało być oparte na siłownikach hydropneumatycznych.
Bezpieczeństwo załogi miało zwiększać umieszczenie większości amunicji i paliwa w tylnej części czołgu i oddzielenie jej od przedziału bojowego przegrodą pancerną. Dodatkowo czołg miał być wyposażony w układ przeciwpożarowy i przeciwwybuchowy.
Na przełomie lat 70. i 80. po analizie ekonomicznej, która wykazała, że zakup niemieckich czołgów Leopard 2 będzie tańszy niż produkcja NKPz, zdecydowano się na zakończenie prac nad tą konstrukcją i zakup czołgów niemieckich. Wprowadzono je do uzbrojenia pod oznaczeniem Pz. 87 Leo.